# Власенко, Прасковья Ивановна
Прасковья Ивановна Власенко (укр. Параска Іванівна Власенко; 10 [23] ноября 1900, Веселиновка, Полтавская губерния — 6 октября 1960, Веселиновка) — украинская советская мастерица народной декоративной росписи.

## Биография

Декоративное панно (до 1941)

Прасковья (Параска) Власенко родилась 10 (23) ноября 1900 года в селе Скопцы Полтавской губернии (ныне село Веселиновка Киевской области Украины) в бедной крестьянской семье, где она была одной из шести детей. С ранних лет помогала по хозяйству, вышивала по заказу. С детства увлекалась рисованием.
В 1910 году в её родном селе, в имении помещицы А. В. Семиградовой, была организована учебно-показательная ковровая мастерская, которую возглавила профессиональная художница Е. И. Прибыльская. Прасковья Власенко попала в эту мастерскую в возрасте 13 лет.
Во время Первой Мировой войны потеряла двух братьев: один погиб на фронте, другой вернулся тяжело больной и вскоре умер. В 1920 году умер отец Власенко, а затем и мать. Параска стала наёмной работницей. Однако она продолжала заниматься любимым делом — делать бумажные цветы и вышивать. В 1929 году вступила в только что организованный колхоз имени Горького Барышевского района Киевской области. Вскоре стала звеньевой свекольной бригады.
В 1935 году переехала из родного села в Киев, где стала участвовать в художественных выставках. Работала в экспериментальных мастерских Государственного украинского музея народного искусства на территории Киево-Печерской лавры. С 1935 по 1947 год преподавала в Киевском училище прикладного искусства (1935—1947). Выполняла рисунки с использованием элементов украинского народного орнамента, которые использовались для изготовления килимов, вышивок и росписей керамических изделий. Делала эскизы росписей для жилых зданий и клубов. С 1949 года работала в должности младшего научного сотрудника в Институте монументальной живописи Академии архитектуры УССР до реорганизации Академии в 1957 году.
Выполнила декоративные панно «Райская птица» (1935), «Подсолнечники» (1936), «Цветы в горшке» (1947), «Букет в кувшине» (1949). Занималась росписью посуды. Принимала участие в оформлении павильона Украинской ССР на ВСХВ в Москве (1939, эскизы росписей и росписи) и дворца культуры в Новой Каховке (1953). Работы Прасковьи Власенко экспонировались на Всемирных выставках в Париже (1937, серебряная медаль) и Нью-Йорке (1939). Её произведения находятся в собрании Государственного музея декоративного украинского искусства. Персональные выставки Прасковьи Власенко состоялись в 1964 и 2010 годах в Киеве.
Прасковья Власенко умерла в родном селе 6 октября 1960 года.

## Творчество
На творчестве Прасковьи Власенко сказалось влияние её наставницы Е. И. Прибыльской: народные мотивы сочетаются с элементами барочной вышивки и ковроткачества XVIII века.
Большая советская энциклопедия так оценивала творчество Прасковьи Власенко:
Декоративные работы Власенко, отличающиеся динамичностью рисунка и радостным, сочным колоритом, монументальны, глубоко народны и ярко индивидуальны. Идя от традиций цветочного украинского народного орнамента, Власенко создаёт принципиально новые композиции, в которых реалистический узор трактуется декоративно и развивается как единая орнаментальная тема.

## Цитаты
Прасковья Власенко вспоминала:
В нашем селе нас больше знают не под фамилией Власенко, а зовут нас «Вольные». Это потому, что мой прадед, искусный художник, ещё до отмены крепостного права был освобождён за то, что обучил рисованию панского сынка. Но, несмотря на эту барскую милость, он оставил в наследство нашей семье только нищету — да новое прозвище — «Вольные». Рисовать полюбила я еще в детстве. Бывало, запотеет окно в хате — я на нем пальцем и рисую. Много лет с тех пор прошло, а я и до сих пор люблю разглядывать морозные узоры на окнах и срисовывать их. У нас и вышивка такая на Украине есть — «мороз» называется. Раньше, до революции, кто бы внимание обратил на мою работу? Сказали бы — пустяками занимаешься. А теперь на Советской Украине и в самом деле стали мы все вольные: живем хорошо, работаем радостно и весело…

## Награды и звания
- Заслуженный мастер народного искусства УССР (1936)[4]